# GoEast – Festival des mittel- und osteuropäischen Films 2014

Logo des Festivals

Das 14. goEast – Festival des mittel- und osteuropäischen Films fand vom 9. April bis zum 15. April 2014 in Wiesbaden statt. Der Eröffnungsfilm war Ida des polnischen Regisseur Paweł Pawlikowski.

## Internationaler Wettbewerb

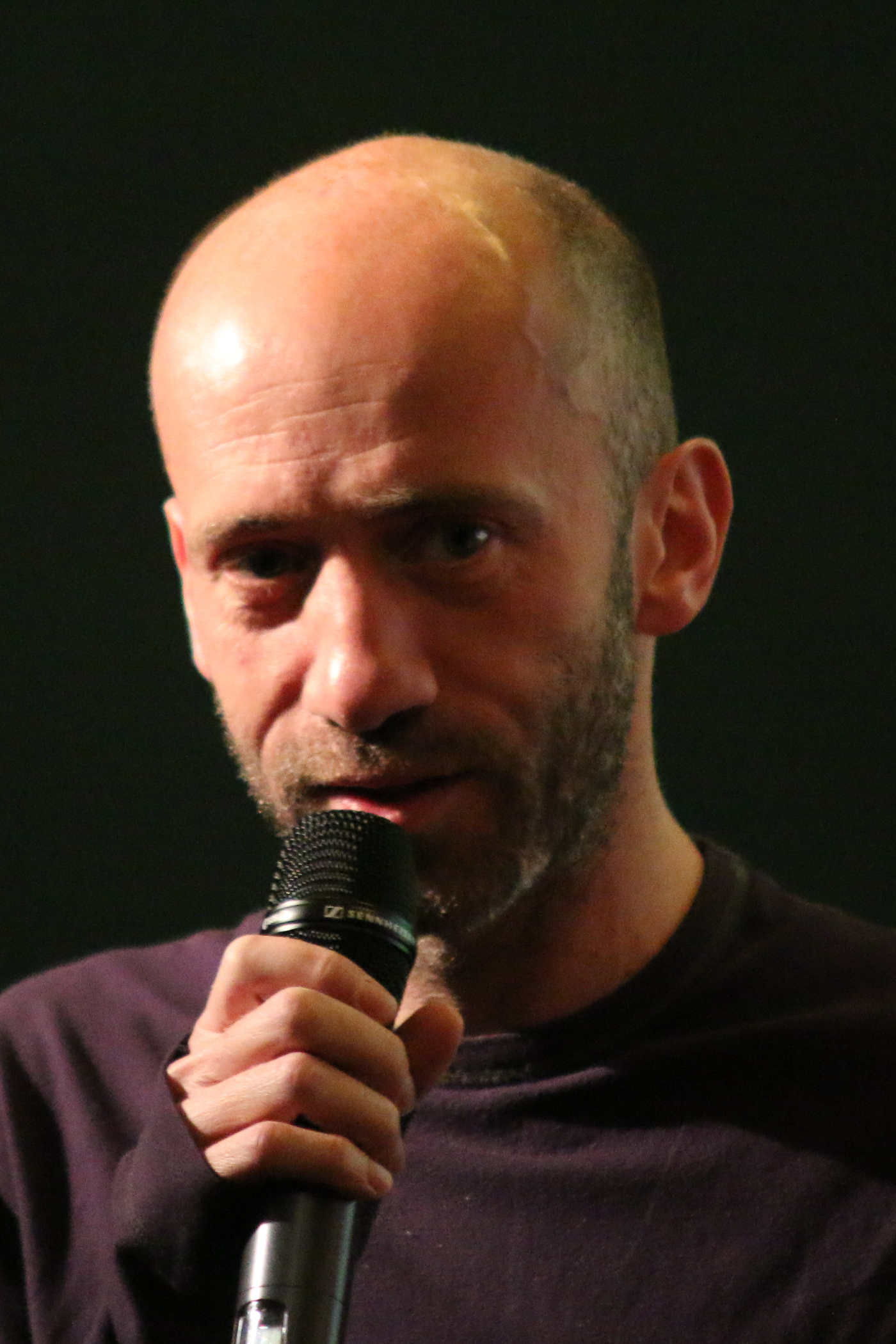
Andro Sakvarelidze, Hauptdarsteller von Blind Dates bei der Filmpräsentation

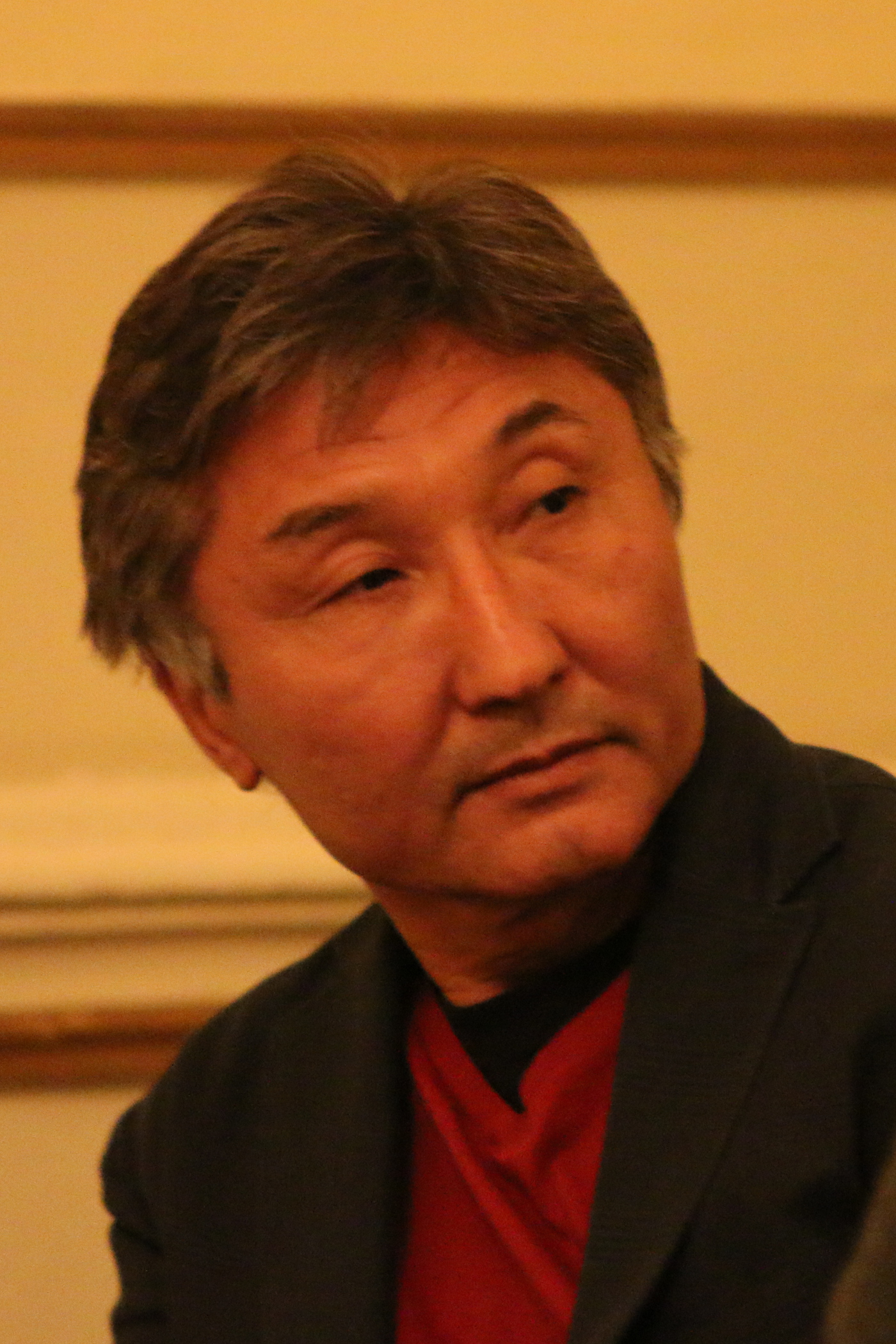
Seric Aprymov, Regisseur von Kleiner Bruder bei der Filmdiskussion

Der internationale Wettbewerb des Festivals umfasste zehn Spiel- und sechs Dokumentarfilme. Jury-Präsident des internationalen Wettbewerbs war der deutschen Produzent Jan Harlan. Weitere Mitglieder waren Nana Ekvtimishvili, Iván Forgács, Ivan Shvedoff und Dmytro Tiazhlov. Mit dem ŠKODA-Filmpreis wurde der Film Ida ausgezeichnet. Mit dem Dokumentarfilmpreises „Erinnerung und Zukunft“ wurde der Film Urteil in Ungarn ausgezeichnet. Den Preis der Landeshauptstadt Wiesbaden für die Beste Regie erhielt Blind Dates und den Preis des Auswärtigen Amts „für künstlerische Originalität, die kulturelle Vielfalt schafft“ erhielt der Film Kleiner Bruder.
Auf dem Festival erfolgte zudem der Wettbewerb der FIPRESCI zum „Preis der internationalen Filmkritik“. Den Preis erhielt der Film Free Range – Ballade von der Billigung der Welt.

### Spielfilme
| Filmtitel (Verweistitel)                         | Regie                 | Land                 |
| ------------------------------------------------ | --------------------- | -------------------- |
| Kleiner Bruder                                   | Seric Aprymov         | Kasachstan           |
| Wenn es Nacht wird in Bukarest oder Metabolismus | Corneliu Porumboiu    | Rumänien, Frankreich |
| Freier Eintritt: Ein Tag im Leben von Betty      | Yvonne Kerékgyártó    | Ungarn               |
| Free Range – Ballade von der Billigung der Welt  | Veiko Õunpuu          | Estland              |
| Ida                                              | Paweł Pawlikowski     | Polen, Dänemark      |
| Fabrik der Hoffnung                              | Natalya Meshchaninova | Russland             |
| Quod erat demonstrandum                          | Andrei Gruzsniczki    | Rumänien             |
| Blind Dates                                      | Lewan Koghuaschwili   | Georgien             |
| Schande                                          | Yusup Razykov         | Russland             |
| Verführe mich                                    | Marko Šantić          | Slowenien            |

### Dokumentarfilme
| Filmtitel (Verweistitel)         | Regie              | Land                |
| -------------------------------- | ------------------ | ------------------- |
| Versuchung                       | Viktar Dashuk      | Belarus             |
| Urteil in Ungarn                 | Eszter Hajdú       | Ungarn, Deutschland |
| Nepal Forever                    | Aliona Polunina    | Russland            |
| Vater und Sohn machen eine Reise | Marcel Łoziński    | Polen               |
| Tal der Tränen                   | Mihai Andrei Leaha | Rumänien            |
| Zelims Bekenntnis                | Natalia Mikhaylova | Deutschland         |

## Weitere Veranstaltungen

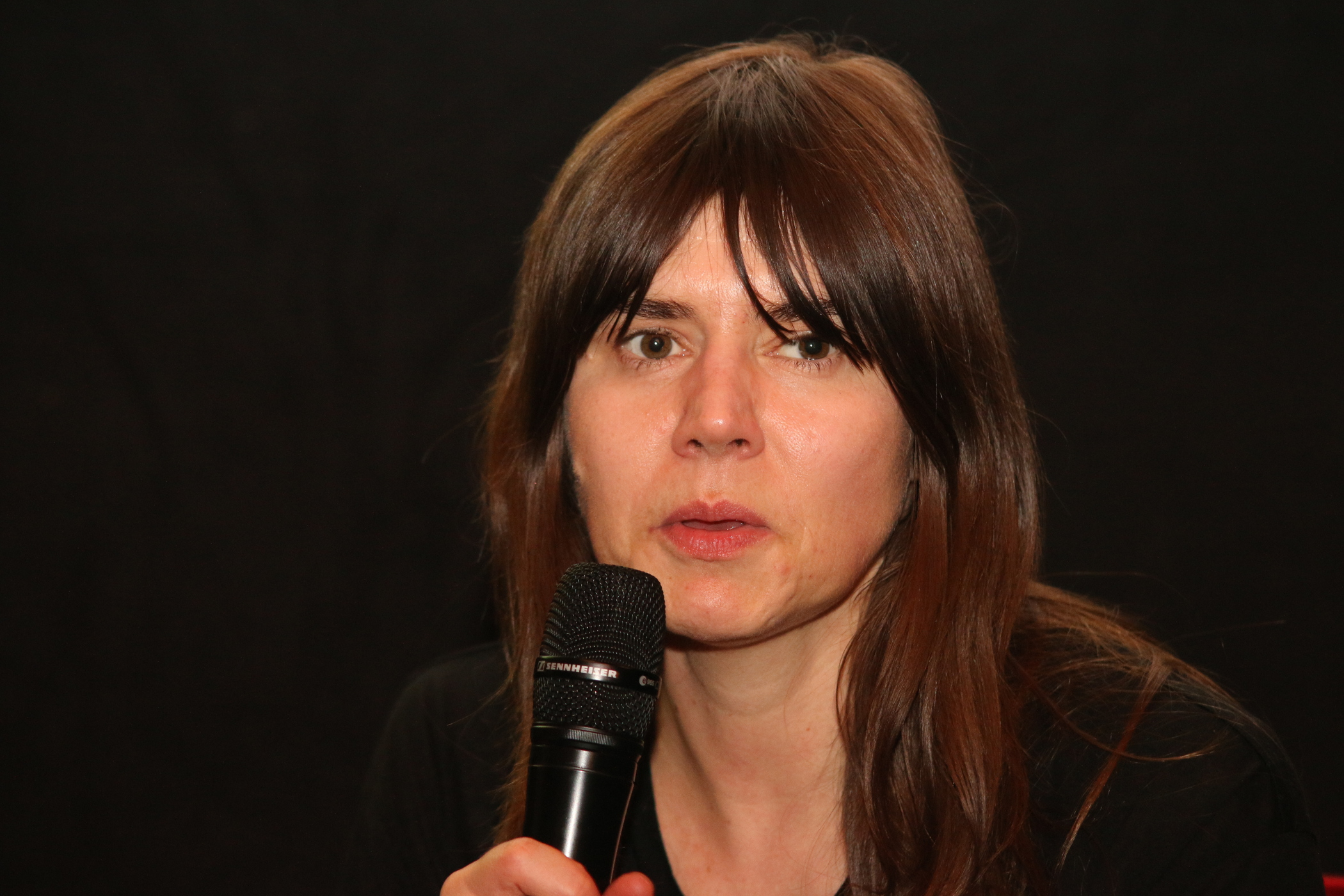
Małgorzata Szumowska auf dem Festival

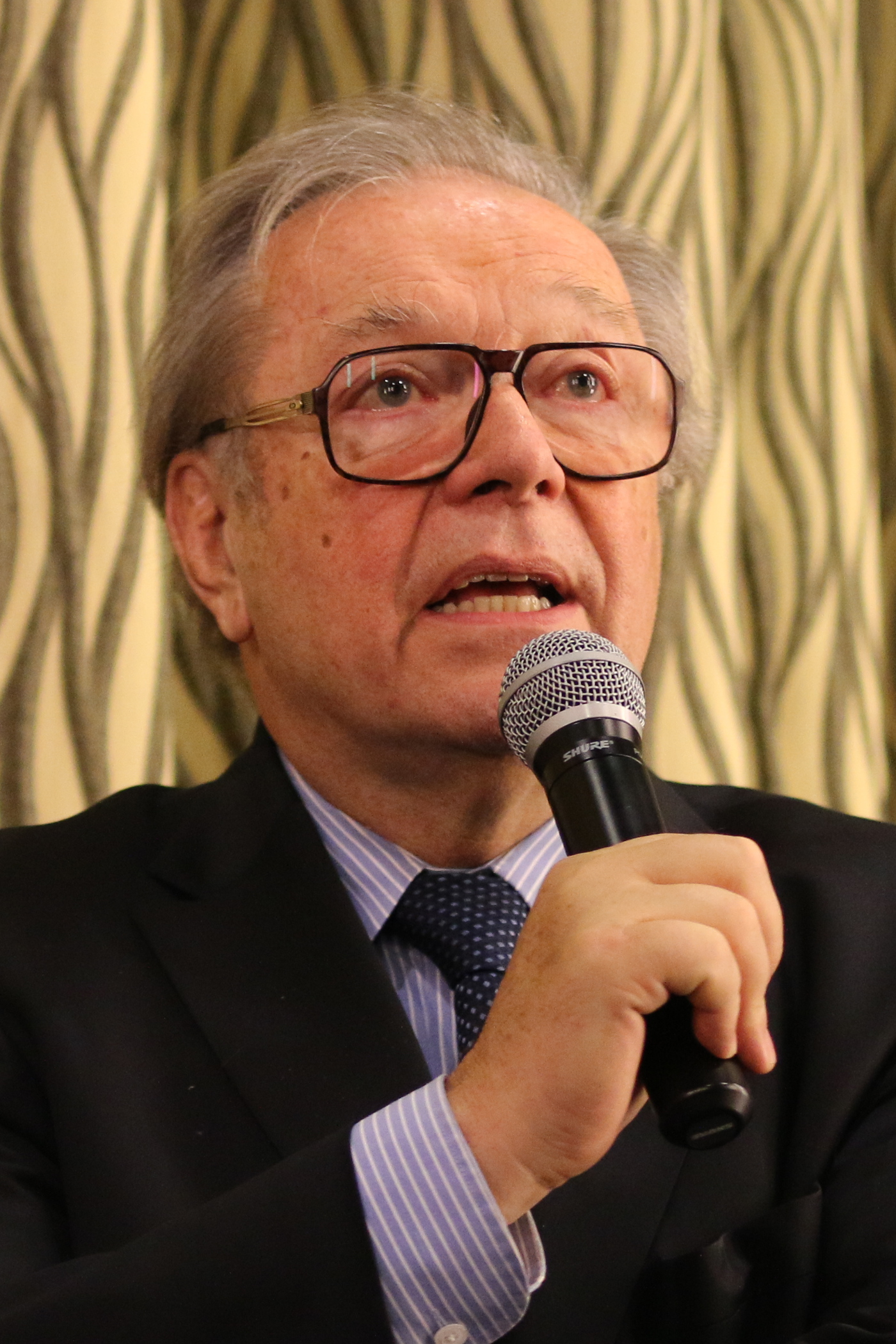
Krzysztof Zanussi auf dem Festival

Die Robert-Bosch-Stiftung verlieh in den Kategorien Animation, Kurzfilm und Dokumentation den Filmförderpreis für internationale Zusammenarbeit an junge Talente aus Deutschland und Osteuropa. Neu seit 2014 wurde der mit 5000 Euro dotierte Open Frame Award für Experimentalfilm und Videokunst der BHF-BANK-Stiftung vergeben. Der Preis wird jährlich an zwei Arbeiten verliehen. Ebenfalls 2014 wurde erstmals der East-West Talent Lab Award des Kulturfonds Frankfurt RheinMain ausgelobt.
Die Filmwettbewerbe wurden von weiteren Programmpunkten ergänzt. So präsentierte die Reihe Beyond Belonging unter dem Titel „Socialism – Utopia Revisited“ Filme die die postsozialistischen Gesellschaften in Osteuropa thematisieren. Das Porträt des Festivals war der polnischen Regisseurin Małgorzata Szumowska gewidmet. Das Symposium widmete sich mit Vorträgen und Filmvorführung der Entwicklung des polnischen Films der 1960er Jahre. Ebenfalls führte die Krise in der Ukraine zu Diskussionen auf dem Festival.